# Alosa d'esperons
L'alosa d'esperons (Chersomanes albofasciata) és una espècie d'ocell de la família dels alàudids (Alaudidae) 

## Hàbitat i distribució
Habita zones de pastura i planures sorrenques d'Àfrica Meridional, al sud-oest, centre i nord-est d'Angola, Namíbia, centre i sud de Botswana i Sud-àfrica.